# Myxozoa
Die Myxozoa sind ein Taxon parasitischer Organismen, die aufgrund von Genomanalysen zu den Nesseltieren (Cnidaria) gerechnet werden. Es handelt sich hierbei um etwa 1200 Arten, die etwa 50 Gattungen zugeordnet werden. 

## Merkmale
Die Myxozoa bilden unterschiedliche morphologische Stadien, die von amöboiden Einzelzellen bis zu komplex aufgebauten zelligen Sporen reicht. Die Nesselkapseln sind bei ihnen zu Polkapseln umgewandelt, die zum Eindringen in den Wirt genutzt werden.

## Lebensweise
Myxozoa sind parasitisch lebende Nesseltiere, die als Wirte verschiedene Tiere des Süß- und Meerwassers nutzen. Bekannt sind vor allem Fischparasiten wie Myxobolus cerebralis, Ceratomyxa shasta, Kudoa thyrsites und Tetracapsuloides bryosalmonae. Der wurmförmige Buddenbrockia plumatellae lebt dagegen als Parasit in Moostierchen (Bryozoa) der Klasse Phylactolaemata, weitere Arten finden sich in Amphibien und Reptilien. Von Parasiten der ehemaligen Gattung Triactinomyxon, die Ringelwürmer (Annelida) der Gattung Tubifex befallen, weiß man heute, dass sie Lebensstadien von Arten der bereits angesprochenen Fischparasiten-Gattung Myxobolus sind. 
Die meisten Arten brauchen für ihre Entwicklung zwei Wirte, wobei die Infektion immer über Sporenkapseln erfolgt. Bei Tetracapsuloides bryosalmonae sind es, wie das Artepitheton bryosalmone andeutet, Süßwassermoostierchen (Bryozoa) und Forellenfische (Salmonidae). Befallen werden je nach Art Muskeln, Bindegewebe oder innere Organe des Wirts, Tetracapsuloides bryosalmonae befällt beispielsweise die Nieren der Fische.
Innerhalb des Zielorganismus leben die Tiere als Einzelzellen (Amoebula) oder als Synzytium, das physiologisch eine große Zelle mit zahlreichen Zellkernen darstellt. Spezielle Zellkerne im Synzytium teilen sich schließlich durch Ausbildung von Zellmembranen ab und bilden infektiöse Sporen, die dann, meist mit der Nahrung, von dem nächsten Wirt aufgenommen werden können. Diese Sporen bestehen typischerweise aus zwei oder vier Kapselzellen, die heute meist als Nesselzellen gedeutet werden, ein bis zwei Zellen, aus denen sich nach der Infektion ein neues Synzytium bildet, und zwei weiteren Zellen, welche die Sporenwand bilden.

## Stammesgeschichte
Die Stellung der Myxozoa im System der Lebewesen galt lange Zeit als unbekannt; oft wurde die Gruppe als Protisten-Taxon angesehen und zu den Apicomplexa gestellt. Die Existenz von Zell-Zell-Verbindungen und dem Strukturprotein Kollagen in den Zwischenräumen zwischen Zellen gilt jedoch neben molekulargenetischen Ergebnissen als klares Zeichen für eine Zugehörigkeit zu den vielzelligen Tieren (Metazoa).
Die Polfäden, mit denen sich die Tiere an ihren Wirt heften, werden heute meist als Nesselschläuche angesehen, die Myxozoa werden dann als Nesseltiere (Cnidaria) gedeutet. 
Sie besitzen vier Muskelstränge, aber keine grundlegende Spiegelsymmetrie, die das Hauptmerkmal der Bilateria ist.